# 1H-氮杂环丙烯
1H-氮杂环丙烯是一种有机化合物，化学式为C2H3N。它是2H-氮杂环丙烯的互变异构体，十分活泼，具有反芳香性。理论计算得出其HOMO-LUMO带隙为8.35 eV。
它目前尚未分离出来，其研究仅包含分子结构、电子性质、衍生物应力等理论领域。